# Eichoichemus melaleucus
Eichoichemus melaleucus là một loài ruồi trong họ Asilidae. Eichoichemus melaleucus được Wiedemann miêu tả năm 1828. Loài này phân bố ở vùng Tân nhiệt đới.